# Lythrum junceum
Lythrum junceum (лат.) — многолетнее травянистое растение, вид рода Дербенник (Lythrum) семейства Дербенниковые (Lythraceae).

## Ботаническое описание
Многолетнее травянистое растение высотой до 20-70 см. Стебель четырёхгранный, распростёртый или восходящий, ветвистый у основания. Листья обычно очерёдные, бесстебельные. Нижние листья обратнояйцевидные, длиной до 2 см и шириной около 1 см, верхние — более или менее бесстебельные, все более узкие и линейные.

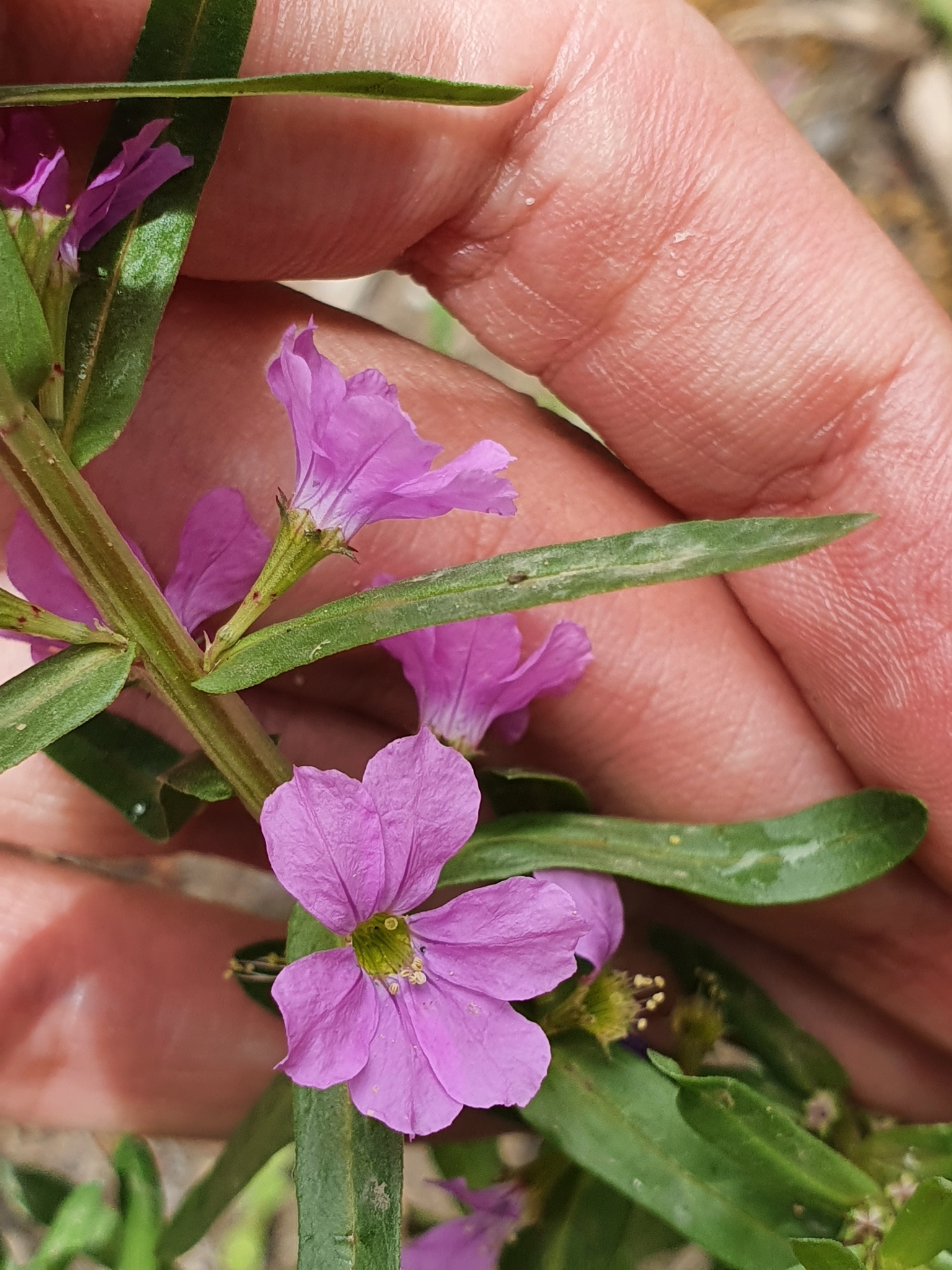
Цветок

Период цветения в северном полушарии — с апреля по сентябрь. Цветки-гермафродиты шестилепестковые. Шесть широкотреугольных зубцов чашечки длиной 1 мм и шесть более узких промежуточных зубцов расположены на трубчатой осевой чашечке с красным пятнистым основанием. Между ними расположены шесть пурпурно-фиолетовых, реже белых лепестков длиной от 5 до 7 мм. Двенадцать тычинок разной длины, некоторые выступают из венчика. Завязь верхняя. Плод — двухкамерная коробочка.
Число хромосом 2n = 10.
Существует три типа цветков, различающихся длиной пестика (гетеростилия).

## Распространение и экология
Встречается в Средиземноморском регионе, на Азорских островах, в Макаронезии и на Ближнем Востоке. Имеются также отдельные свидетельства об обнаружении отдельных экземпляров в юго-западной Баварии, в Австралии вид является неофитом.
Растёт на болотах, по берегам рек и на влажных почвах.

## Таксономия
Вид Lythrum junceum был впервые научно описан в 1794 году Джозефом Бэнксом и Дэниэлем Соландером в книге A. Russell: Nat. Hist. Aleppo.